# Martin Zamani
Martin Zamani (* 1995) ist ein professioneller US-amerikanischer Pokerspieler. Er ist zweifacher Braceletgewinner der World Series of Poker und gewann 2023 die US Poker Open Championship.

## Persönliches
Zamanis älterer Bruder Benjamin ist ebenfalls professioneller Pokerspieler und auch zweifacher Braceletgewinner. Die Brüder leben in Boca Raton.

## Pokerkarriere

### Werdegang
Zamani spielt auf der Onlinepoker-Plattform WSOP.com unter dem Nickname BathroomLine und tritt bei GGPoker als FuTimReilly auf.
Seine erste Geldplatzierung bei einem Live-Pokerturnier erzielte der Amerikaner Anfang Februar 2014 bei einem Event in Coconut Creek. Im Juni 2016 war er erstmals bei der World Series of Poker (WSOP) im Rio All-Suite Hotel and Casino in Paradise am Las Vegas Strip erfolgreich und kam bei fünf Turnieren der Variante No Limit Hold’em in die Geldränge. Bei der WSOP 2017 erzielte er neun Geldplatzierungen und kam u. a. erstmals beim Main Event auf die bezahlten Ränge. Ende November 2017 gewann Zamani bei der World Poker Tour im Hotel Bellagio am Las Vegas Strip sein erstes Live-Turnier und erhielt eine Siegprämie von knapp 30.000 US-Dollar. Beim PokerStars Caribbean Adventures auf den Bahamas setzte er sich Mitte Januar 2019 beim 25.000 US-Dollar teuren High-Roller-Event durch und sicherte sich den Hauptpreis von knapp 900.000 US-Dollar. Einen Monat später erzielte er bei den US Poker Open im Aria Resort & Casino am Las Vegas Strip drei Geldplatzierungen, die ihm Preisgelder von über 470.000 US-Dollar einbrachten. Im Dezember 2019 wurde er bei einem High Roller im Bellagio Dritter und erhielt aufgrund eines Deals mit James Carroll und Anthony Zinno rund 90.000 US-Dollar. Bei der aufgrund der COVID-19-Pandemie auf GGPoker ausgespielten World Series of Poker Online (WSOPO) erzielte Zamani ab Juli 2020 insgesamt 15 Geldplatzierungen und belegte u. a. einen mit über 110.000 US-Dollar dotierten fünften Rang im Fifty Stack. Im November 2020 wurde er bei einem Turnier der Mid-States Poker Tour im Venetian Resort Hotel am Las Vegas Strip Dritter und erhielt knapp 150.000 US-Dollar. Zwei Wochen später entschied der Amerikaner ein High Roller im Wynn Las Vegas mit einer Siegprämie von rund 140.000 US-Dollar für sich. An gleicher Stelle beendete er im Juli 2021 ein Turnier des Wynn Summer Classic auf dem dritten Platz und sicherte sich über 150.000 US-Dollar. Bei der WSOPO 2021 gewann Zamani Mitte desselben Monats auf WSOP.com das Crazy Eights und erhielt ein Bracelet sowie eine Siegprämie von knapp 100.000 US-Dollar. Anfang Oktober 2021 setzte er sich auch bei einem online ausgespielten Event der WSOP 2021 durch und sicherte sich sein zweites Bracelet und ein Preisgeld von rund 210.000 US-Dollar. Bei den Poker Masters im Aria Resort & Casino entschied der Amerikaner Ende September 2022 das sechste Event für sich und erhielt den Hauptpreis von über 220.000 US-Dollar. An gleicher Stelle erzielte er ab Ende März 2023 vier Geldplatzierungen bei den US Poker Open. Zamani gewann das Main Event, sicherte sich Preisgelder von 835.800 US-Dollar und sammelte die meisten Turnierpunkte aller Spieler, wodurch er mit der „Golden Eagle Trophy“ sowie einer Prämie von 50.000 US-Dollar ausgezeichnet wurde.
Insgesamt hat sich Zamani mit Poker bei Live-Turnieren mehr als 4,5 Millionen US-Dollar erspielt.

### Braceletübersicht
Zamani kam bei der WSOP 90-mal ins Geld und gewann zwei Bracelets:
| Jahr   | Buy-in (in $) | Turnier                              | Teilnehmer | Preisgeld (in $) |
| ------ | ------------- | ------------------------------------ | ---------- | ---------------- |
| 2021 O | 0888          | WSOP.com – PLO Crazy Eights 8-Handed | 507        | 092.598          |
| 2021 O | 5300          | WSOP.com No-Limit Hold’em Freezeout  | 156        | 210.600          |